# 駿河台 (藤枝市)
駿河台（するがだい）は、静岡県藤枝市にある住宅街。

## 概要
1970年代までは何もない山であったが、藤枝駅まで約3km、静岡市中心部まで約20kmという比較的好立地な場所ということもあり、住宅地として発展した。

## 地区
- 駿河台（1 - 5丁目）
- 南駿河台（1 - 6丁目）

## 交通

### バス
- しずてつジャストライン

### 道路
- 静岡県道216号堀之内青島線

## 施設

### 教育施設
- 藤枝市立青島北小学校
- 藤枝市立青島北中学校
- 静岡産業大学藤枝キャンパス

### 公共施設
- 藤枝市立総合病院
- 藤枝警察署駿河台交番
- 駿河台郵便局

### 商業施設
- しずてつストア駿河台店

その他、市立病院付近に多数薬局が建ち並ぶ。

### その他
- 藤枝市民グラウンド球技場

## 周辺
- 藤枝バイパス谷稲葉インターチェンジ
- 国道1号